# Zariá (Adiguesia)
Zariá (del ruso: Заря) es un pueblo (posiólok) del raión de Teuchezh en la república de Adiguesia de Rusia. Está 3 km al oeste de Ponezhukái y 69 km al noroeste de Maikop, la capital de la república. No tenía población constante en 2010
Pertenece al municipio Ponezhukáiskoye.